# Paralephana linos
Paralephana linos är en fjärilsart som beskrevs av Pierre E.L. Viette 1972. Paralephana linos ingår i släktet Paralephana och familjen nattflyn. Inga underarter finns listade i Catalogue of Life.